# Incantations
Incantations este al patrulea album al lui Mike Oldfield lansat în 1978 prin Virgin Records. 
Este primul album Oldfield divizat în mai mult de două părți și al doilea cel mai lung album al său. Lansat original ca un dublu album, varianta de pe CD cuprinde întreg materialul pe un singur disc. 

## Tracklist

### Disc 1
1. "Part one" (19:08)
2. "Part two" (19:36)

### Disc 2
1. "Part three" (16:58)
2. "Part four" (17:01)